# Ketu North Municipal District
Koordinaten: 6° 14′ N, 1° 0′ O
Der Ketu North Municipal District ist einer der 18 Distrikte der Volta Region im Osten Ghanas. Der Distrikt hatte im Jahr 2021 114.846 Einwohner auf einer Gesamtfläche von 462 Quadratkilometern.

## Geographie
Im Nordosten grenzt der Nachbarstaat Togo, im Osten der Ketu South Municipal District, im Süden der Keta Municipal District und im Osten die Distrikte Akatsi South und Akatsi North.
Dzodze, die Hauptstadt des Distrikts, liegt 20 km nördlich von Aflao, der östlichsten Stadt Ghanas, am Ho-Aflao Highway. 
Die Nationalstraße 1 von Accra nach Lome führt am südlichen Rand des Distriktes entlang.